# Embaixada da Rússia em Lisboa
A Embaixada da Rússia em Lisboa é a mais alta representação diplomática da Rússia em Portugal. A Embaixada está localizada em Lisboa e tem como objetivo promover os interesses russos em Portugal.